# Dini Hobers
Egberdiena (Dini) Hobers (Nieuw-Amsterdam, 10 december 1932) is een Nederlandse voormalige atlete, die zich had toegelegd op de meerkamp, maar daarnaast vooral ook het hoogspringen beoefende. Zij nam eenmaal deel aan de Olympische Spelen. Dat hadden er echter twee kunnen zijn, als Nederland zich niet had teruggetrokken voor de Olympische Spelen van 1956 in Melbourne vanwege de Russische inval in Hongarije.

## Biografie

### Uniek feit
De basis van de atletiekloopbaan van Dini Hobers werd in feite gelegd bij de KNGV-wedstrijden in Drenthe, waarin zij al op twaalfjarige leeftijd op de atletiekonderdelen vele prijzen veroverde. Desondanks leverde haar toetreding tot de Drentse atletiekvereniging D.O.L. haar in haar juniorentijd nog niet de gewenste resultaten op in de vorm van nationale jeugdtitels. Die kwamen er pas, toen Hobers al hoog en breed tot de gelederen van de senioren was toegetreden. In 1955 veroverde zij, op 22-jarige leeftijd, haar eerste Nederlandse titel, op de vijfkamp. Deze zou zij in de drie hierop volgende jaren prolongeren, een uniek feit in de annalen van de Nederlandse atletiek.
Intussen had de Drentse atlete zich al wel gedurende enkele jaren ontwikkeld tot een vaste waarde in de nationale damesploeg, die jaarlijks enkele keren in interlandwedstrijden in het strijdperk trad. Hierin nam zij meestal het hoogspringen voor haar rekening en in enkele gevallen ook het kogelstoten, op welk onderdeel zij gedurende 1958 en 1959 nationaal recordhoudster was.

### Olympische deceptie
In 1956 ondervond Dini Hobers wellicht de grootste deceptie uit haar atletiekloopbaan. Ze was, tezamen met drie andere Nederlanders, geselecteerd voor de Olympische Spelen in Melbourne, maar terwijl het Nederlandse viertal al in Melbourne was aangekomen om zich op hun wedstrijden voor te bereiden (Hobers zou er deelnemen aan het hoogspringen), kondigde het NOC een algehele boycot van de Spelen af uit protest tegen de inval van de Sovjet-Unie in Hongarije welke kort ervoor had plaatsgevonden en die had geresulteerd in een bloedige strijd in de straten van Boedapest.

### Vierde op EK
Twee jaar later leverde Dini Hobers haar beste prestatie op een internationaal toernooi. Tijdens de Europese kampioenschappen in Stockholm nam zij deel aan de vijfkamp. Daar kwam zij zo goed voor de dag, dat zij na de eerste dag aan de leiding ging in het tussenklassement, onder meer door een hoogtesprong van 1,66 m. En hoewel zij die leidinggevende positie op de tweede dag niet kon vasthouden en ten slotte zelfs buiten de medailles viel, was haar vierde plaats meer dan waar van tevoren op was gerekend. Hobers groeide hierdoor uit tot de beste Nederlandse vertegenwoordigster op deze EK, tezamen met de 4 x 100 m estafetteploeg, die eveneens een vierde plaats veroverde. Met haar in Stockholm gescoorde puntentotaal van 4494 stond zij aan het eind van het jaar zesde op wereldranglijst.

### Kogelstootrecords
Het jaar 1959 was een wat minder jaar voor Hobers, hoewel zij haar waarde in interlands keer op keer bleef bewijzen met diverse eerste en tweede plaatsen bij het hoogspringen en kogelstoten. Op dit laatste onderdeel zou zij zelfs verder stoten dan ooit, wat haar niet alleen een derde Nederlandse record opleverde, maar haar ook bij een andere gelegenheid – tijdens een wedstrijd in Sofia – op één centimeter van de 14 metergrens bracht, een prestatie die om onopgehelderde redenen nooit als nationaal record is erkend.

### Tweede Olympische Spelen
In 1960 wist Dini Hobers zich al vrij snel te kwalificeren voor de Olympische Spelen in Rome. Tijdens een interlandwedstrijd in het Zweedse Helsingborg kwam zij bij het hoogspringen tot de persoonlijke recordhoogte van 1,67 en dat was voldoende voor Rome. Ze slaagde er echter niet in om het bereikte niveau vast te houden tot in de Italiaanse hoofdstad, enkele maanden later. Want hoewel zij in de interlandwedstrijden die op die in Zweden volgden, steeds sprongen van boven de 1,60 produceerde, bleef zij in Rome in de kwalificaties op die hoogte steken, een tweede teleurstellende ervaring voor de Drentse, na de Melbourne-deceptie van vier jaar eerder.

### Einde
Na de Spelen van Rome nam Dini Hobers in 1961 nog maar sporadisch deel aan wedstrijden in eigen land. Nadien werd het steeds stiller rond haar en in de loop van 1962 beëindigde zij haar atletiekloopbaan. 
Hobers die, behalve van D.O.L., ook lid is geweest van De Sperwers in Emmen en het Hilversumse GAC, trad later in het huwelijk met De Sain. In 1963 werd zij op grond van haar prestaties door de KNAU onderscheiden met het unie-erekruis in goud.

## Nederlandse kampioenschappen
| Onderdeel    | Jaar                   |
| ------------ | ---------------------- |
| hoogspringen | 1957                   |
| kogelstoten  | 1958                   |
| vijfkamp     | 1955, 1956, 1957, 1958 |

## Persoonlijke records
| Onderdeel                  | Prestatie | Datum               | Plaats      |
| -------------------------- | --------- | ------------------- | ----------- |
| kogelstoten                | 13,99 m * | 24 mei 1959         | Sofia       |
| verspringen                | 5,78 m    | 26 juni 1960        | Amsterdam   |
| hoogspringen               | 1,67 m    | 19 juni 1960        | Helsingborg |
| vijfkamp (met 80 m horden) | 4494 p    | 20/21 augustus 1958 | Stockholm   |

* Dit PR is verder dan het Ned. record van 13,91 m, dat Dini Hobers op 18 mei 1959 in Jena vestigde. Onduidelijk is, waarom deze 13,99 m nooit als NR is erkend.

## Palmares

### 80 m horden
- 1958: 5e NK te Rotterdam – 12,2 s

### hoogspringen
- 1953:  NK te Den Haag – 1,41 m
- 1953:  Interl. Ned-Duitsland
- 1954:  Interl. Roemenië-Ned. – 1,53 m
- 1954: 4e Interl. Duitsland-Ned. – 1,40 m
- 1954:  NK – 1,47 m
- 1955:  Interl. Frankrijk-Ned. – 1,53 m
- 1955:  NK – 1,465 m
- 1955: 4e Interl. Ned.-Duitsland – 1,46 m
- 1955:  Interl. Polen-Ned. – 1,61 m
- 1956:  Interl. Duitsland-Ned. – 1,55 m
- 1956:  Interl. Ned.-Frankrijk – 1,62 m
- 1956:  NK – 1,545 m
- 1957:  Interl. Frankrijk-België-Ned. – 1,56 m
- 1957:  ex aequo Interl. Ned.-Zweden-Duitsland – 1,62 m
- 1957:  NK – 1,545 m
- 1958:  Interl. Ned.-Frankrijk – 1,57 m
- 1958:  NK – 1,52 m
- 1958: 4e Interl. Ned.-Duitsland – 1,57 m
- 1958:  Interl. Zweden-Ned. – 1,61 m
- 1959:  Interl. Ned.-Italië – 1,55 m
- 1959:  NK – 1,60 m
- 1959: 4e Interl. Ned.-Zweden – 1,61 m
- 1959:  Interl. Frankrijk-Ned. – 1,55 m
- 1959:  Interl. Duitsland-Ned. – 1,60 m
- 1960:  Interl. Duitsland-Ned. – 1,63 m
- 1960:  Interl. Zweden-Ned. – 1,67 m (limiet voor OS)
- 1960:  Interl. Oost-Duitsland-Ned. – 1,65 m
- 1960:  NK – 1,60 m
- 1960:  Interl. Ned.-Frankrijk – 1,61 m
- 1960: 15e in kwal. OS – 1,60 m

### verspringen
- 1953: 5e NK – 5,44 m
- 1957: 4e NK – 5,30 m
- 1958:  NK – 5,65 m
- 1960: 5e NK – 5,47 m

### kogelstoten
- 1954: 4e Interl. Duitsland-Ned. – 10,71 m
- 1954: 5e NK – 10,70 m
- 1955:  NK – 11,765 m
- 1956:  Interl. Ned.-Frankrijk – 12,615 m
- 1956:  NK – 11,31 m
- 1957: 5e Interl. Frankrijk-België-Ned. – 11,86 m
- 1958:  NK – 13,43 m
- 1958:  Interl. Ned.-Duitsland – 13,02 m
- 1958:  Interl. Zweden-Ned. – 13,26 m
- 1959:  Interl. Ned.-Italië – 13,81 m
- 1959:  NK – 13,21 m
- 1959:  Interl. Frankrijk-Ned. – 13,36 m
- 1960:  NK – 13,05 m

### vijfkamp
- 1955:  NK vijfkamp te Rijswijk – 4058 p
- 1956:  NK vijfkamp te Amsterdam – 4176 p
- 1957:  NK vijfkamp te Amsterdam – 4289 p
- 1958:  NK vijfkamp te Veenoord – 4329 p
- 1958: 4e EK te Stockholm –
- 1959: 4e NK vijfkamp te Vlissingen – 3918 p
- 1960:  Interl. Ned.-België-Groot-Brittannië – 4354 p

## Onderscheidingen
- KNAU-beker – 1958
- Unie-erekruis in goud van de KNAU - 1963